# Jakub Sasak
Jakub Sasak (ur. 16 marca 1994) – polski aktor filmowy, teatralny i telewizyjny.

## Życiorys
W 2018 roku został absolwentem Wydziału Aktorskiego Akademii Sztuk Teatralnych im. Stanisława Wyspiańskiego w Krakowie.
W 2019 roku grał jedną z pierwszoplanowych ról – Damiana Winnego w serialu TVP1 pt. Stulecie Winnych. Przez dwa sezony, w 2021 roku w serialu Przyjaciółki grał postać Sajmona. W latach 2021-2023 wcielał się w główną rolę Adama Kowalczyka w serialu Papiery na szczęście emitowanego w stacji TVN 7. W 2022 odegrał główną rolę Michała w komedii romantycznej Pod wiatr produkcji Netfliksa.

## Filmografia
| Rok       | Tytuł                         | Rola                         | Uwagi    |
| --------- | ----------------------------- | ---------------------------- | -------- |
| 2018      | Planeta singli 2              | kurier                       |          |
| 2018      | Ojciec Mateusz                | Adam Santorski               | odc. 262 |
| 2018      | Drogi wolności                | pomocnik drukarza Franek     |          |
| 2019      | Stulecie Winnych              | Damian Winny                 |          |
| 2019      | Ikar. Legenda Mietka Kosza    | „Czarny”                     |          |
| 2020      | W głębi lasu                  |                              |          |
| 2020      | Mały zgon                     | Kajetan                      |          |
| 2020–2021 | Leśniczówka                   | Iwo                          |          |
| 2021      | Śmierć Zygielbojma            | asystent                     |          |
| 2021      | Przyjaciółki                  | Tomek „Sajmon”               |          |
| 2021      | Kruk. Czorny woron nie śpi    | Jakub Dunaj                  |          |
| 2021-2023 | Papiery na szczęście          | Adam Kowalczyk               |          |
| 2022      | Pod wiatr                     | Michał                       |          |
| 2022      | Kruk. Jak tu ciemno           | Jakub Dunaj                  |          |
| 2022      | Nic mnie w Tobie nie przeraża | Zeus/przewodnik chóru ptaków |          |
| 2023      | Dziewczyna i kosmonauta       | Bogdan                       |          |
| 2024      | Algorytm miłości              | Piotr K.                     |          |